# الاقيوس (ماوية)

تعديل مصدري - تعديل

الاقيوس  هي إحدى قرى مديرية ماوية بمحافظة تعز اليمنية، بلغ تعداد سكانها 1335 نسمة حسب التعداد السكاني في اليمن في 2004.